# 九州芸術工科大学
九州芸術工科大学（きゅうしゅうげいじゅつこうかだいがく、英語: Kyushu Institute of Design）は、福岡県福岡市南区塩原4-9-1に本部を置いていた日本の国立大学である。1968年に設置され、2003年に廃止された。大学の略称は芸工大。
2003年に九州大学と統合された。現在の九州大学芸術工学部・大学院芸術工学府・大学院芸術工学研究院の前身である。

## 設立の経緯

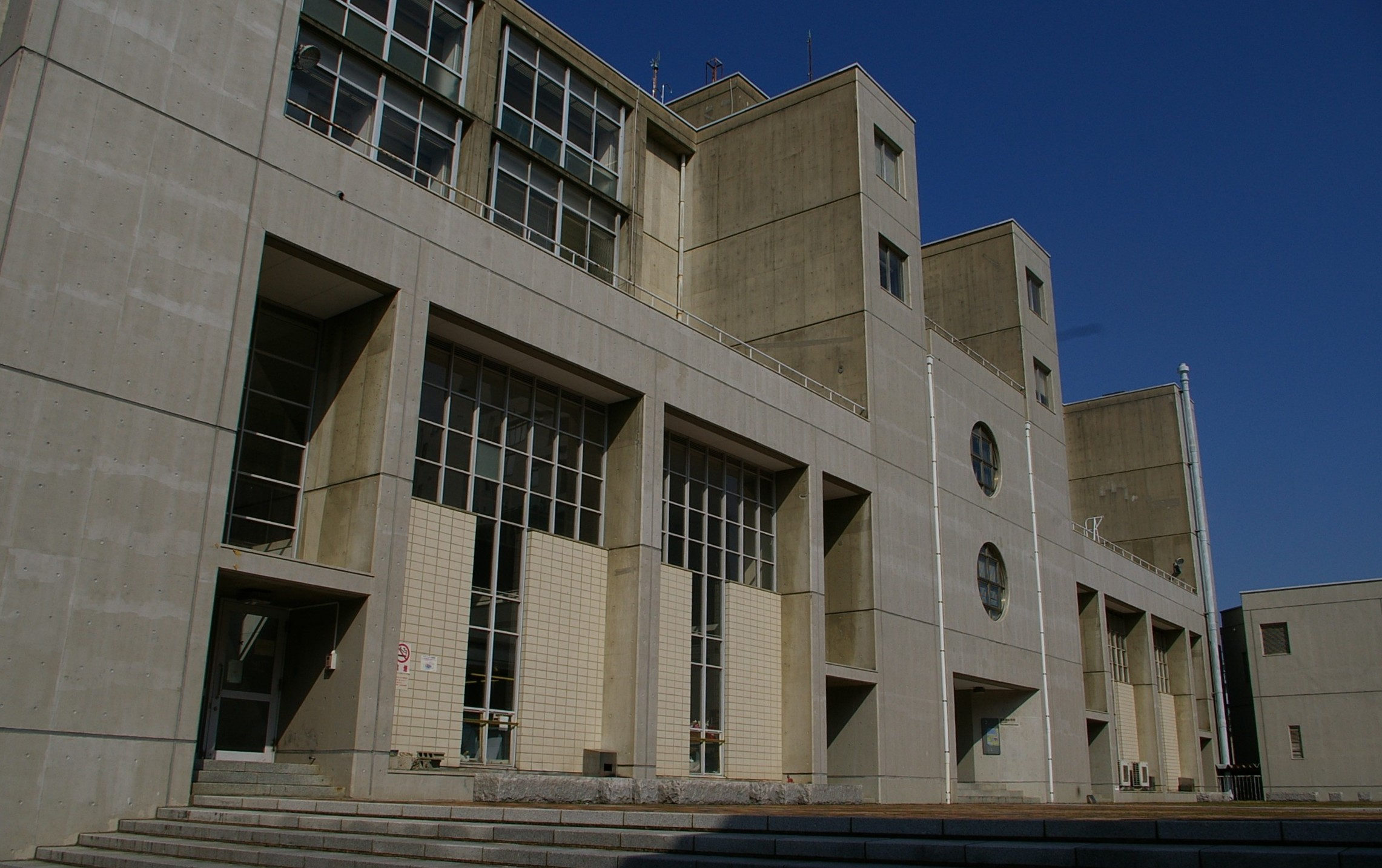

- 1968年（昭和43年）4月、福岡教育大学福岡分校跡地[1]である福岡市南区大橋に、日本初の芸術工学 (design) を本格的に研究教育する国立の単科大学として設立された。これは研究を主体とする、現在の筑波大学のプロトタイプとして造られた経緯もある。「芸術工学部」という学部の名称も日本初であり、世界でもほとんど例を見ないものだった。ユニークな学部を持つ大学だったので、九州という立地にもかかわらず、全国から学生が集まってきていた。[要出典]

## 所在地
- 福岡県福岡市南区塩原4-9-1（地図を表示）

## 設置学部・学科
- 芸術工学部
  - 環境設計学科
  - 工業設計学科
  - 画像設計学科
  - 音響設計学科
  - 芸術情報設計学科（1997年（平成9年）に新設）

## 九州大学との統合
- 2003年（平成15年）10月、九州大学と統合し、芸術工学部は九州大学芸術工学部に、大学院芸術工学研究科は九州大学大学院芸術工学府・同研究院となった。所在地はそのままで、キャンパスの名称は九州大学大橋キャンパス（大橋地区）である。
- 九州芸術工科大学の業務は九州大学に引き継がれ、統合後も（統合前に芸工大に入学した）学生は芸工大生の身分のまま授業を受けていた。しかし2004年（平成16年）度以降に施行される「国立大学法人法」により、国立大学は法人化され、一法人が二つ以上の大学を持つことは許されなくなった。このため芸工大が法律上消滅し、芸工大生と名乗っていた在学生の学籍問題が表面化した。協議された結果、「九州芸術工科大学」自体は法律上なくなるものの、2001年度（平成13年度）以降に九州芸術工科大学に入学した学生は、そのまま九州芸術工科大学の学生である事を名乗ることとなった。文部科学省は九大卒と芸工大卒のどちらを用いてもよいという見解をとっているが、該当学生が入学した当時施行されていた「国立学校設置法」に配慮した結論だと考えられる。卒業証明書や、公的文書も九大総長の名において、「九州芸術工科大学卒業」が保証されているが、実体のない大学に在学して学会活動や就職活動をし、かつ卒業するという煩雑な仕組みに、学生は戸惑うこととなった。なお同様のケースとしては、筑波大学と図書館情報大学の例があるが、こちらは筑波大学の所属扱いである。

## 沿革
- 1963年（昭和38年）- 国立九州芸術大学設置期成会が創立。
- 1967年（昭和42年）- 九州芸術工科大学創設準備室を設置。
- 1968年（昭和43年）- 九州芸術工科大学を開設。
- 1972年（昭和47年）- 芸術工学専攻科を設置。
- 1977年（昭和52年）- 芸術工学専攻科廃止、九州芸術工科大学大学院芸術工学研究科を設置。
- 1993年（平成5年）- 九州芸術工科大学大学院芸術工学研究科（博士課程）を設置
- 2001年（平成13年）- 生活環境専攻及び情報伝達専攻の2専攻廃止、芸術工学専攻設置
- 2003年（平成15年）- 九州大学と統合、九州大学大学院芸術工学研究院・大学院芸術工学府・芸術工学部となる。

## アクセス
- 最寄りの駅
  - 西鉄天神大牟田線
    - 「大橋駅」
- 最寄りのバス停
  - 西鉄バス
    - 「塩原4丁目」
    - 「西鉄大橋駅」